# Филип Станиславов
Филип Станиславов е български католически епископ, книжовник и културен деец. Пише на български (българоилирийски), италиански и латински език.

## Биография
Филип Станиславов е роден около 1608 година в село Ореш, Свищовско, в семейството на павликяни, приели католическата религия. В юношеска възраст учи в Семинариума на Чипровци. Родът Станиславови е изключително знатен и е сроден с родовете Парчевич, Кнежевич и Пеячивич. Двама от представителите на рода – Михаил и Иван Станиславови – взимат участие в Чипровското въстание (първият като знаменосец, вторият – като предводител). И Филип, и брат му Никола са видни католически духовници. Станиславов получава образованието си в Италия със стипендия, отпусната от Ватикана. Учил е в Илирийския колеж в Лорето от 1627 до 1633 г. (в който през 1637 г. е завършил и неговият родственик Петър Парчевич), а после, от 1635 до 1647 г., e бил „апостолически мисионер“ и свещеник. Нещо повече – поради високите си езикови познания (италиански, османски сърбохърватски, румънски и дори латински) e работил като преводач на самия папа Урбан VIII. Работил е и две години в папския двор като преводач на славянски езици. През 1635 г. по молба на тогавашния Софийски епископ Ил. Маринов Станиславов е извикан обратно в родината си, където започва да работи като свещеник в северозападните краища. Станиславов си спечелва доста противници сред старите чипровчани, тъй като е павликянин. В същото време Католическата църква се стреми да вербува павликяните (върли противници на православието). Вероятно това е силен аргумент в полза на Станиславов, когато август 1648 се създава Никополска католическа епархия. Конгрегацията за разпространение на вярата решава да предпочете Станиславов, за неин епископ пред Франческо Соимирович, който е бил издигнат от самите чипровчани.
Дълги години той живее в плевенското село Трънчовица. Там съгражда граматическо училище от типа на училищата в тогавашна Западна Европа, в което се изучават латиница, латински език, богословски дисциплини и т.н., но също така и кирилица. Това е второто граматическо училище в България след граматическото училище в Чипровци.
Радетел за освобождението на своя поробен народ, епископ Филип Станиславов среща немалко трудности – неотзивчивост от Рим, недостатъчно финансиране, липса на достатъчно свещеници павликяни и не на последно място – той е преследван от османската власт. Като българин със силно изразено народностно самочувствие и като един от нашите първи книжовници той си спечелил и недоволството на римската църква. През 1651 г. в Рим Станиславов отпечатва за епархията си български молитвеник с кирилски букви. Той съдържа апокрифното писмо на цар Абагар до Христа, екзорцизми, молитви против главоболие, против женска безплодност и други.
След като заема епископския пост, Филип Станиславов е подложен на различни критики – че предизвиква неодобрението на турците и вярващите с богатото си облекло, че поддържа компрометиращи връзки с турци и арменци. Към това се добавя и спорът му с Петър Парчевич за границите на техните епархии (1662) и обвиненията, че служи в Марцианополската епархия, изоставяйки своята собствена. В крайна сметка през 1663 година е отстранен от поста. Неговата епархия временно е поета от Франческо Соимирович, което е личен реванш за последния (след като през 1648 Конгрегацията предпочита Станиславов пред Соимирович за епископ на Никополската епархия). През този период той прекарва дълго време в Чипровци, където работи с Петър Богдан. Изглежда, че по същото време в Чипровци се установили и други членове от фамилията. След смъртта на епископ Франческо Соймирович през 1673 г., Станиславов отново е никополски епископ. В този период той се изказва, че въвеждането на грегорианския календар възбудило голямо незадоволство в епархията му.
Филип Станиславов умира през 1674 година, а за негов приемник е избран Антон Стефанов. До нас е достигнала надгробната плоча на Станиславов, която се пази в историческия музей в Плевен, а нейно копие – в музейната сбирка на град Никопол, където е бил погребан.
През 2017 г. в родното му село Ореш е издигнат паметник.

## Творчество
Единственият му труд, публикуван приживе, е „Абагар“ – малка книжка, отпечатана в Рим през 1651 г., за която авторът пише в послеслова, че я „подарява на своя български народ“. Този факт отчетливо показва, че Филип Станиславов е имал не само ясно изразено българско самосъзнание, но и патриотични нагласи. Те личат и от факта, че той се подписва като „Филип Станиславов, епископ от Велика България“. За „Абагар“ българските историци считат, че тя е първата българска печатна книга. Самият Абагар е смесица от канонични и апокрифни молитви и е във формата на свитъка, който може да се носи в амулет. Съществуват мнения на учени, че „Абагар“ е насочена към една строго повърхностно образована християнска общност и Станиславов се е съобразил с езическите нагласи.
Филип Станиславов е оставил и една непубликувана ръкописна книга от 200 страници – преведен от латински сборник от XVI в., съдържащ котирани текстове на литургии, богато украсен с миниатюри (сега се съхранява в документалната библиотека „Батъансум“ в Алба Юлия). Сигурно този ръкопис бил опазен и изнесен след Чипровското въстание от някой негов родственик. Във Ватикана са запазени негови писма изложения, които съдържат интересни данни за живота на българите през XVII в. Филип Станиславов е автор и на текстове с пътеписен характер, какъвто е например текстът „Описание на Северна България“ от 1659 г., написан от автора на италиански език, преведен и издаден и на български език чак през 2012 г.

## Памет
На Филип Станиславов е наречена улица в квартал „Подуяне“ в София (Карта).